# Macrocentrus laevigatus
Macrocentrus laevigatus är en stekelart som beskrevs av He och Chen 2000. Macrocentrus laevigatus ingår i släktet Macrocentrus och familjen bracksteklar. Inga underarter finns listade i Catalogue of Life.